# Cantone di Saint-Maixent-l'École-2
Il Cantone di Saint-Maixent-l'École-2 era una divisione amministrativa dell'arrondissement di Niort.
A seguito della riforma approvata con decreto del 18 febbraio 2014, che ha avuto attuazione dopo le elezioni dipartimentali del 2015, è stato soppresso.

## Composizione
Comprendeva parte della città di Saint-Maixent-l'École e i comuni di:
- Exireuil
- Nanteuil
- Romans
- Sainte-Eanne
- Sainte-Néomaye
- Saint-Martin-de-Saint-Maixent
- Souvigné